# Duguetia lucida
Duguetia lucida este o specie de plante angiosperme din genul Duguetia, familia Annonaceae, descrisă de Ignatz Urban. Conform Catalogue of Life specia Duguetia lucida nu are subspecii cunoscute.